# 남예멘의 국가
남예멘의 국가는 다음과 같은 변동이 있었다.

## 목록
- 1967년부터 1979년까지는 제목과 가사가 없는 노래를 국가로 사용했다.
- 1979년부터 1990년까지는 오늘날의 통합된 예멘의 국가를 사용했다. 하지만 제목은 없었다.

이 중 마지막으로 사용한 버전은 오늘날 사용되고 있다.

## 국가 듣기
- 1967년부터 1979년까지 사용된 버전
- 1979년부터 1990년까지 사용된 버전

## 국가 설명
- 1967년부터 1979년까지 사용된 버전
- 1979년부터 1990년까지 사용된 버전

## 같이 보기
- 남예멘
- 북예멘의 국가
- 예멘의 국가